# Sinea diadema
Espèce
Sinea diadema est une espèce d'insectes hémiptères prédateurs, appelés « réduves », appartenant à la famille des Reduviidae et à la sous-famille des Harpactorinae.
C'est une espèce originaire d'Amérique du Nord que l'on trouve dans les champs du Midwest, souvent associée à un solidage, Solidago missouriensis Nuttall.
Sinea diadema est une espèce bivoltine, qui hiverne sous forme d'œufs.
Ses proies sont de petits insectes hémiptères ou coléoptères.